# Физическая география Феодосии
Город Феодосия располагается в Юго-Восточном Крыму, является важным транспортным узлом (Феодосийский морской торговый порт, железная дорога со станциями «Феодосия» и «Айвазовская», узел автодорог), туристическим и промышленным центром, историко-культурным объектом международного значения.
Феодосия расположена на границе Крымских гор со степью, в нескольких километрах южнее города начинается Южный берег Крыма; естественные ландшафты — горная лесостепь и степь, солончаковые пустоши; на окрестных горах — искусственные посадки сосны крымской и других видов, в городе — обширные парки и частные садовые насаждения. Климат — умеренно континентальный с приморскими чертами, сказывается влияние горных лесов и степи, к которой город открыт с севера.
Окрестности города бедны водными ресурсами, водоснабжение осуществляется из наливного Феодосийского водохранилища, есть исторический водовод из старокрымского предгорья (крупный источник Субаш); в городе эксплуатируются месторождения нескольких видов минеральных вод. На севере города протекает река Байбуга, есть ряд временных водотоков в исторической части. Рельеф предгорный, в черте города несколько холмов (Бульварная горка и др.), некоторые районы расположены на склонах хребта Тепе-Оба и горы Лысой, северная часть города расположена на пологой аккумулятивной равнине.

## Физико-географическая характеристика

### Географическое положение и границы
Феодосия — приморский город в Юго-Восточном Крыму, расположенный на берегу обширного Феодосийского залива. Городские кварталы расположены на предгорной равнине, по склонам отрогов хребта Тепе-Оба, который прикрывает город с юго-запада, и на склонах горы Лысая, прикрывающей город с запада. Хребет Тебе-Оба, высотой до 289 м над уровнем моря, замыкает собой Главную гряду Крымских гор, протянувшуюся вдоль побережья от мыса Айя, близ Севастополя, до мыса Святого Ильи у Феодосии, и обрывается в море крутым глиняным уступом. Название хребта переводится с крымскотатарского языка соответственно местоположению: Тепе-Оба, дословно — вершина горы, по смыслу — конец гор. По северной части города протекает маловодная река Байбуга, впадающая в море недалеко от железнодорожной станции Айвазовская.
Город, окруженный территорией своего горсовета, граничит:
- на севере и востоке с Береговским сельским советом, на побережье граница проходит между Золотым пляжем и селом Береговое, далее, огибая микрорайон Ближние Камыши, идет в нескольких километрах к северу от объездной дороги (Керченского шоссе);
- на западе с Насыпновским сельским советом (центр село Насыпное), граница проходит по тыльной стороны Лысой горы и западным отрогам хребта Тепе-Оба.
- на юге с Орджоникидзевским поселковым советом, граница проходит в окрестностях бывшего завода Гидроприбор, а ныне строящегося курортного посёлка от берега Двуякорной бухты до узловой точки с Насыпновским сельсоветом.

Вычислить точную площадь города Феодосии не представляется возможным, так как статистический учёт ведётся для территории Феодосийского горсовета, в которой город составляет лишь малую долю.

### Гидрография
Обширный Феодосийский залив (длина 13 км, ширина 31 км) имеет собственное круговое течение, постоянно обновляющий воду у побережья. У входа глубина залива составляет 20—28 метров, чего достаточно для приёма сухогрузов и танкеров большого водоизмещения. Для подхода к порту проложены глубоководные каналы. Проект строительства гигантского нефтепирса был отвергнут ещё в советские времена по экологическим соображениям: хотя современный уровень нефтеперевалочного оборудования позволяет Феодосийской нефтебазе работать без экологического ущерба для акватории залива. Последствия строительства пирса могли бы привести к остановке рециркуляции вод залива и прекращения его естественного самоочищения.
Непосредственные окрестности Феодосии крайне бедны реками. Постоянно существует лишь немноговодная в летний период река Байбуга, берущая исток западнее города. В районе современной улицы Галерейной ранее существовала река, которая отделяла город, находившийся южнее, от сельскохозяйственных предместий и дач. Небольшие временные водотоки существуют в районе мыса Ильи.

### Рельеф и геологическое строение
Горный хребет Тепе-Оба прикрывает Феодосию с юго-запада, замыкая собой Главную гряду Крымских гор, протянувшуюся вдоль Южного берега Крыма. В сторону моря хребет Тепе-Оба заканчивается мысом Святого Ильи. Высота над уровнем моря — до 289 м. На северо-западе города расположена гора Лысая (или же Паша-Тепе, «голова Паши»). Седловина между Тепе-Оба и Лысой представляет собой узкий коридор, позволяющий западным ветрам, дующим со стороны горы Клементьева (хребта Узун-Сырт), разогнаться до значительных скоростей. Из-за этого явления район Челноки (по имени главной улицы Челнокова), общепризнано считается самым ветреным в Феодосии. В то же время, воздушные массы, поднимаясь по балкам и балочкам, которыми изрезана тыльная западная часть Лысой горы, оставляют там значительно больше снега, чем на остальной части города, находящийся в ветровой тени. В весенне-летний период ветровая тень Лысой горы покрывает собой все северный кварталы города, и оканчивается в районе Берегового — Приморского.
Геологический фундамент города сложен породами мелового, палегенового и олигоцен—миоценового возраста (т. н. верхнейкопской подсерией). С юга на север (от исторического центра к районам новой застройки) региональные ярусы меловой системы меняются в следующей последовательности: валанжинский и готеровский, боремский и аптский, нижний подъярус альбского региояруса, верхнемеловой отдел. Севернее распространены палеоценовый и олигоценовый отделы палеогеновой системы, последний являет собой глины нижне- и среднемайкопской подсерии. Четвертичные отложения на территории города представлены верхненеоплейстоценовым звеном с отложениями двух типов: лагунными в равнинной части города и элювиально-делювиальными в предгорной.
На территории города представлены два типа берегов: равнинный абразивно-аккумулятивный и горный абразивно-мелкобухтовый.

### Климат
Наблюдение за климатом города ведётся на двух метеостанциях Феодосия (22 м над уровнем моря) и Феодосийское лесничество (252 м над уровнем моря). Средняя температура января на метеостанции Феодосия составляет −0,6 °C, июля +23,8 °C, среднегодовая +11,7 °C. Сумма активных температур (больше 10°С) больше, чем где-либо в Крыму, за исключением ялтинской части Южнобережья и окрестностей Меганома — 3675; для сравнения на Карадаге — 3635, в Судаке — 3540, в Алуште — 3655, в Севастополе — 3580.
Атмосферные осадки весьма скудны, но их значение различается в разных источниках: 376 мм — в Феодосии и 368 мм — в Феодосийском лесничестве (по Л. А. Багровой), 449 мм (по Н. С. Костенко и интернет-источникам). По В. М. Пищелка годовое значение суммарного испарения в Феодосии составляет 372 мм, то есть почти весь объем атмосферных осадков. Максимум испарения приходится на июнь, минимум — на декабрь. Годовое значение испаряемости же равно 998 мм, то есть превышает объем атмосферных осадков более, чем в 2,5 раза. Это делает климат Феодосии весьма засушливым.
В целом климат города умеренно континентальный с очень мягкой зимой и теплым (довольно часто знойным) летом.
- Среднегодовая температура воздуха составляет 11,9 °С, 
наиболее низкая она в январе (0,9 °С), наиболее высокая — в июле (23,4 °С)
- Наиболее низкая среднемесячная температура воздуха в январе (минус 7,8 °С) зафиксирована в 1950 году, наиболее высокая (7,9 °С) — в 1915 году.
- Наиболее низкая среднемесячная температура в июле (20,7 °С) наблюдалась в 1912 году, наиболее высокая (27,4 °С) — в 1938 году.
- Абсолютный минимум температуры воздуха (минус 25,2 °С) зафиксирован 12 января 1950 года, абсолютный максимум (37,9 °С) — 2 июля 1938 года.
- В последние 100 лет среднегодовая температура воздуха в Феодосии имеет тенденцию к повышению. На протяжении этого периода она повысилась приблизительно на 1,0 °С. Наибольшее повышение температуры пришлось на период с января по июнь.
- В среднем за год в Феодосии выпадает 449 мм атмосферных осадков, меньше всего — в октябре, больше всего — в августе.
- Минимальное годовое количество осадков (203 мм) наблюдалось в 1902 году., максимальное (698 мм) — в 1939 году.
- Максимальное суточное количество осадков (109 мм) зафиксировано 23 июня 1977 года.
- В среднем за год в городе наблюдается 110 дней с осадками; меньше всего их (6) в августе, больше всего (14) — в декабре.
- Облачность в городе сравнительно небольшая; наименьшая она в августе, наибольшая — в декабре[14].

| Показатель                                    | Янв.  | Фев.  | Март  | Апр.  | Май  | Июнь | Июль | Авг. | Сен. | Окт. | Нояб. | Дек. | Год   |
| --------------------------------------------- | ----- | ----- | ----- | ----- | ---- | ---- | ---- | ---- | ---- | ---- | ----- | ---- | ----- |
| Абсолютный максимум, °C                       | 4,4   | 3,6   | 6,8   | 18,1  | 20,6 | 27,6 | 29,4 | 27,2 | 24,4 | 17,8 | 12,6  | 6,1  | 29,4  |
| Средняя температура, °C                       | 0,9   | 1,4   | 4,4   | 10,6  | 16,1 | 20,8 | 23,4 | 22,8 | 18,4 | 12,4 | 7,8   | 4,1  | 11,9  |
| Абсолютный минимум, °C                        | −28,6 | −31,7 | −24,8 | −14,8 | −10  | −5,5 | 0,1  | 0,2  | −3,2 | −8,6 | −16,5 | −26  | −31,7 |
| Норма осадков, мм                             | 37    | 35    | 32    | 34    | 36   | 44   | 35   | 51   | 38   | 25   | 34    | 48   | 449   |
| Источник: подготовлено д.г.н. Вишневским В.И. |       |       |       |       |      |      |      |      |      |      |       |      |       |

С севера и востока Феодосия открыта для холодных, сильных ветров, характерных для зимнего периода. Однако, даже в самом холодном месяце года — феврале — средняя температура воздуха часто бывает выше нуля. Число часов солнечного сияния составляет 2265 в год, что больше, чем в Ялте. Температура морской воды летом в среднем +19,8 °C, а в июле — августе до +21,1 °C. Купальный сезон продолжается 114 дней в году, с мая по октябрь.

### Биоразнообразие и охрана природы
Бедность естественной растительности вокруг города объясняется засушливым климатом. Первые лесные посадки, выполненные на склонах хребта Тепе-Оба в 1871—1875 годах должны были повысить дебет горных источников, снабжавших Феодосию, и сдержать ливневые потоки. Первоначально в лесопосадках, кроме сосны, использовались дуб, остролистный клён, американский ясень, грецкий орех и белая акация. Опыт показал неправильность ставки на лиственные породы, в дальнейшем основу лесопасадок составляли сосна крымская и сосна пицундская. В лесных насаждениях на горах, окружающих Феодосию, помимо сосны крымской можно встретить ясень, робинию лжеакацию, дуб черешчатый, вяз мелколистный; среди растений подлеска распространены бобовник, кизил, терн, шиповник, жимолось татарская, боярышник, бирючина.
Фауна Феодосии и её ближайших окрестностей значительно беднее, чем фауна заповедных территорий Феодосийского горсовета (Карадага, Тихой бухты). И тем не менее, из 47 краснокнижных видов птиц, встречающихся в Феодосийском регионе, 13 встречаются в непосредственных окрестностях Феодосии. В городе Феодосия встречаются стрепет, морской зуек, малый баклан, дрофа, белоглазая чернеть (все эти виды находятся в Красных книгах международного или государственного ранга). На территории города и в окрестных лесах обитают заяц-русак, белка-телеутка (наблюдается в парке санатория Министерства обороны) и другие виды млекопитающих.
В 2007 году «Горный массив Тепе-Оба», местообитание редких видов травянистых растений, объявлен ботаническим заказником местного значения с общей площадью более 1500 га.
Ландшафты города Феодосия испытали сильную антропогенную трансформацию, поэтому говорить о естественной растительности и ненарушенных почвах приходится лишь для части территории города. Выделяют растительность приморской литоральной полосы, галафитную растительность с элементами опустыненных степей. Широкие естественные пляжи Феодосийского залива являются естественной защитой прилегающей суши от размыва. В тыльной части песчаных пляжей формируются сообщества морской горчицы черноморской.. На обрывистом побережье между мысом Феодосия и мысом Ильи встречаются единственные в мире популяции клоповника Турчанинова и кендыря крымского. Клоповник Турчанинова встречается исключительно по оголённым крутым приморским склонам, кендырь крымский обитает на галечном пляже, иногда поднимаясь на глинистый уступ.

### Геоэкологическая ситуация
По классификации В. А. Барановского, В. П. Разова и Л. Г. Руденко условия проживания населения города Феодосии — умеренно благоприятные. Для сравнения, в юго-западной части Феодосийского горсовета условия характеризуются как благоприятные. Окрестности Феодосии отличаются высоким уровнем сохранности ландшафтов (более 50 % площади составляют естественные элементы), территория собственно города и его северо-западных пригородов лишь на 21-30 % покрыта естественными ландшафтными элементами (что соответствует уровню сохранности естественных ландшафтов ниже среднего) В Феодосии существует морская гидрометеорологическая станция, осуществляющая мониторинг природной среды. Феодосия не входит в пятёрку городов АРК с самым загрязнённым воздухом (эта пятёрка — Симферополь, Керчь, Армянск, Красноперекпск, Ялта), по выбросам автотранспорта ситуация в Феодосии благополучнее, чем во всех остальных городах Крыма с населением более 50 тысяч человек. Средняя кислотность атмосферных осадков в Феодосии за 1995—2005 годы дальше всего от нейтральной по сравнению с другими регионами Крыма и составляет 6,0—6,1, при критерии для кислотных дождей pH<5,6. Качество поверхностных вод местного стока характеризуется А. П. Манченко и В. К. Хильчевским как очень хорошее по всем основным компонентам